# Regionalverkehr Bern-Solothurn
De Regionalverkehr Bern-Solothurn (afgekort RBS) is een Zwitserse vervoersonderneming in het kanton Bern en het kanton Solothurn. De onderneming ontstond in 1984 door een fusie van Vereinigten Bern-Worb-Bahnen (VBW) en de Solothurn–Zollikofen–Bern-Bahn (SZB). De aandelen zijn voor 94% in bezit van de Bund, het kanton Bern, kanton Solothurn en aanliggende gemeentes.

## Geschiedenis
Op 21 september 1898 werd de Bern-Muri-Gümlingen-Worb-Bahn (BMGWB) opgericht. De naam de Bern-Muri-Gümlingen-Worb-Bahn (BMGWB) werd op 1 juli 1907 veranderde in Bern-Muri-Worb-Bahn (BWB)
Op 25 augustus 1913 werd Worblentalbahn (WT) opgericht.
In 1916 werd de Elektrische Schmalspurbahn Solothurn–Bern (ESB) geopend.
Op 1 januari 1927 werd de naam Bern-Muri-Worb-Bahn (BWB) veranderde in Vereinigte Bern-Worb-Bahnen (VBW )
Reeds in 1974 nam de VBW het S-Bahn concept in gebruik voor haar lijnen rond Bern.
Sinds de dienstregeling wisseling van december 2004 werd de lijn W, J, Z, SE van de RBS aangemerkt als S7, S8, S9, RE.

## Fusie
De VBW werkte sinds 1973 samen met de Solothurn–Zollikofen–Bern-Bahn (SZB). In 1984 fuseerde de VBW de Solothurn–Zollikofen–Bern-Bahn (SZB) en gingen verder als Regionalverkehr Bern-Solothurn (RBS).

## Trajecten
De RBS bedient op dit moment de volgende trajecten:
| Serie   | Treinsoort        | Route                                                                                    | Bijzonderheden |
| ------- | ----------------- | ---------------------------------------------------------------------------------------- | -------------- |
| S7 (W)  | S-Bahn Bern (RBS) | Bern – Worblaufen – Worb Dorf                                                            |                |
| S8 (SE) | S-Bahn Bern (RBS) | Bern – Worblaufen – Zollikofen – Schönbühl RBS – Jegenstorf (– Biberist RBS – Solothurn) |                |
| S9 (Z)  | S-Bahn Bern (RBS) | Bern – Worblaufen – Unterzollikofen                                                      |                |

| Lijn | Bestemmingen                      | Bedrijf | Periode    | Opmerkingen           |
| ---- | --------------------------------- | ------- | ---------- | --------------------- |
| G    | Bern Zytglogge - Muri - Worb Dorf | RBS     | vanaf 1974 | ook bekend als lijn G |

## Elektrische tractie
Het traject van de Bern-Muri-Worb-Bahn (BWB) werd in 21 juli 1910 geëlektrificeerd met een spanning van 600 volt gelijkstroom.
Het traject van de Worblentalbahn (WT) werd geëlektrificeerd met een spanning van 1200/1300 volt gelijkstroom.
Het traject van de Elektrische Schmalspurbahn Solothurn-Bern (ESB) werd in 1912 geëlektrificeerd met een spanning van 1200/1300 volt gelijkstroom.
Het traject van de Bern–Zollikofen-Bahn (BZB) werd in 1912 geëlektrificeerd met een spanning van 1200/1300 volt gelijkstroom.

## Afbeeldingen

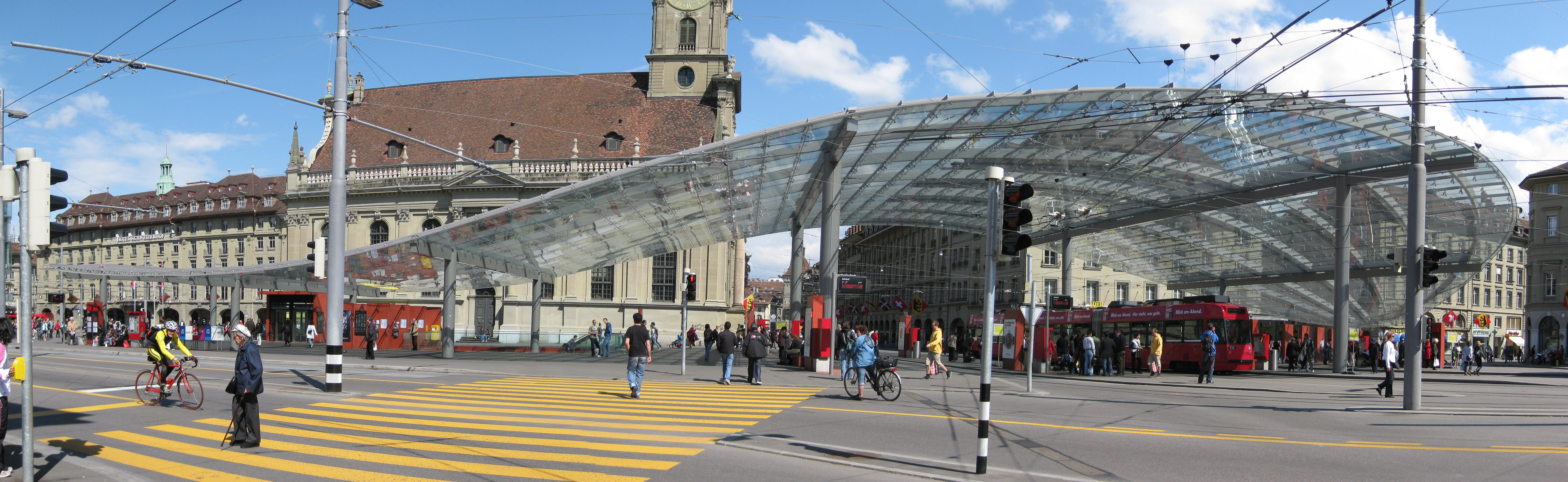
Bahnhofplatz, Bern
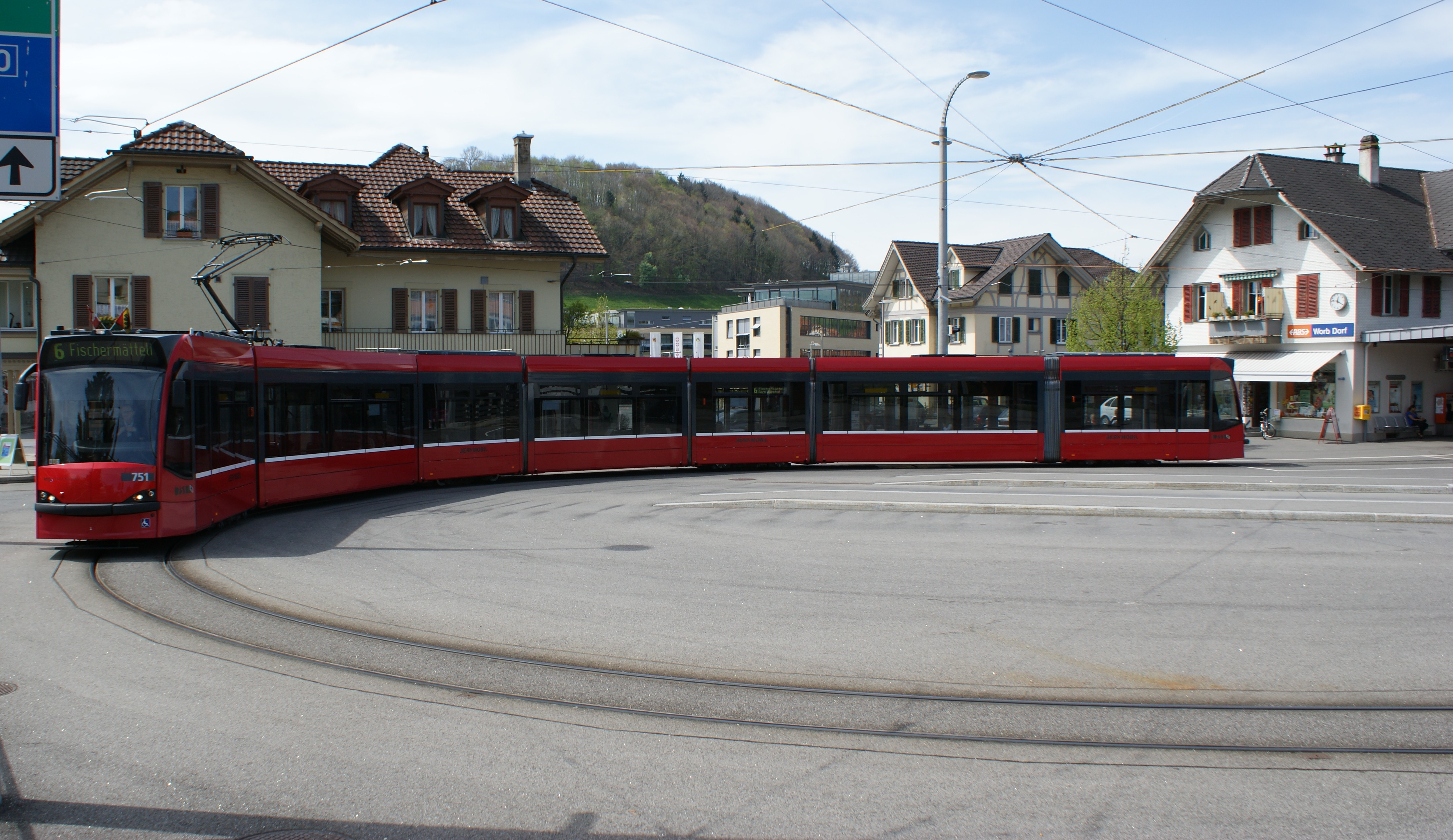
Combino bij station Worb Dorf
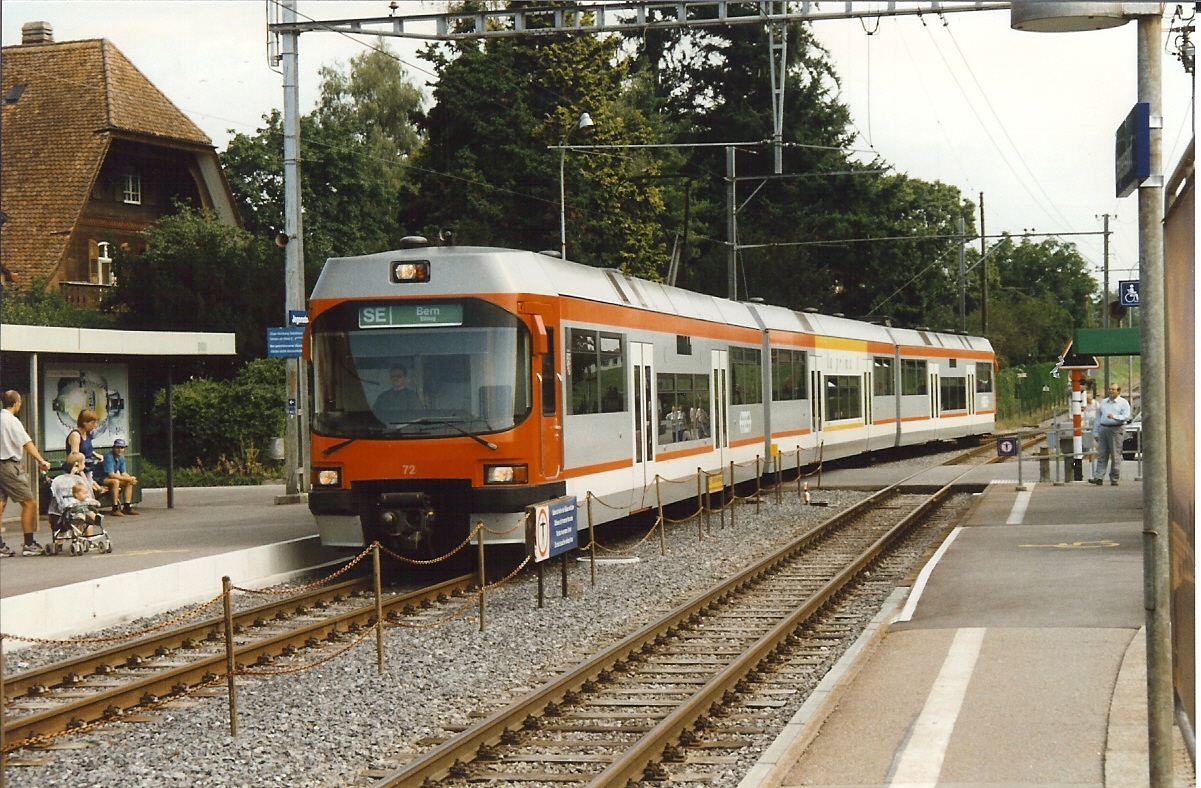
Station Jegensdorf
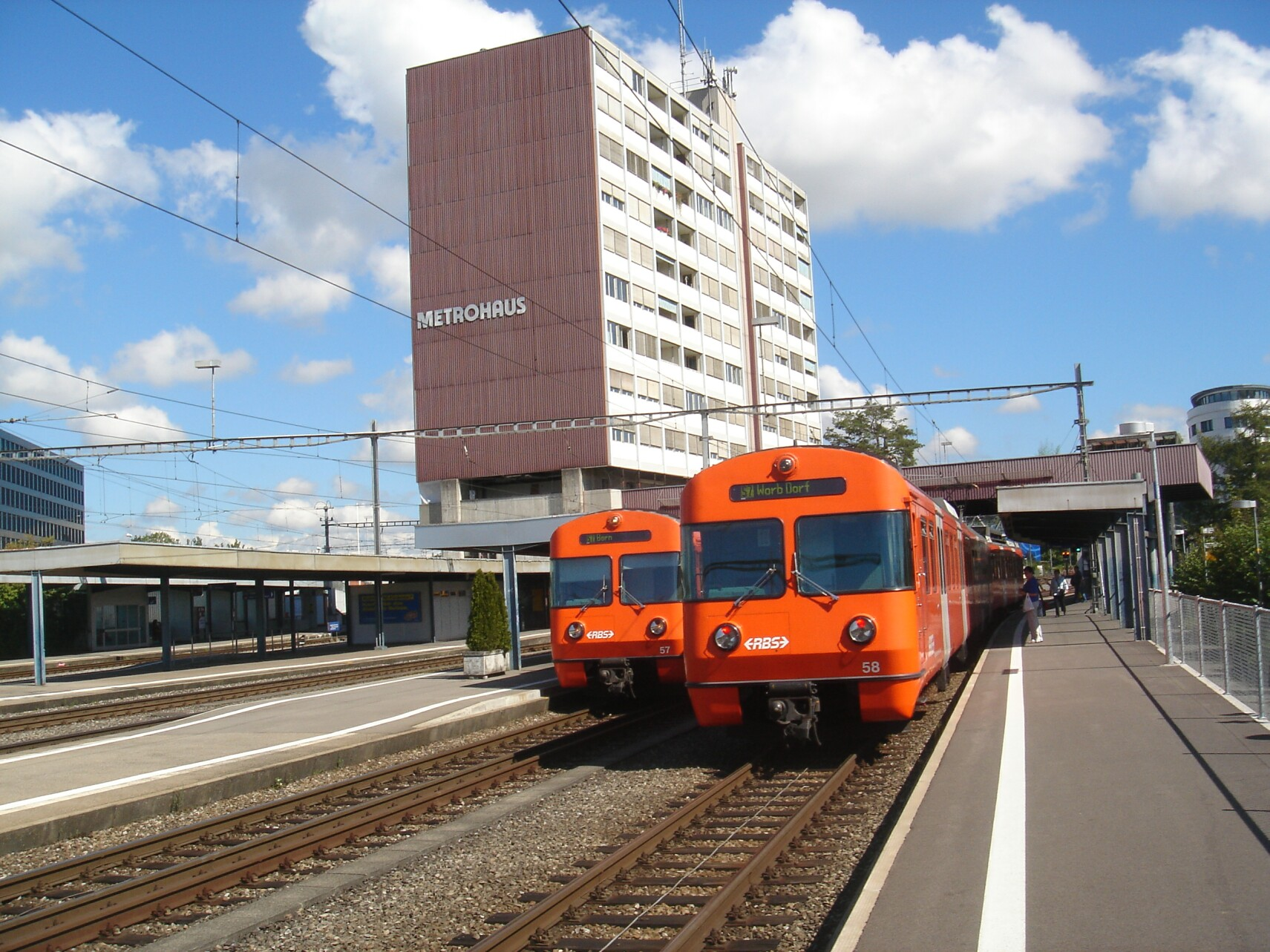
Station Worblaufen